# Lingua Nepal Bhasa
Nepal Bhasa (nome originale नेपाल भाषा), conosciuto anche come Newari e Newah Bhaye, è una delle maggiori lingue del Nepal e rientra nelle cinquecento lingue sinotibetane nel mondo. Appartiene al ramo delle lingue tibeto-birmane. È la sola lingua tibeto-birmana scritta in alfabeto Devanagari. Non dev'essere confusa con la lingua nepalese, l'attuale lingua ufficiale del Nepal, che appartiene alle lingue indoarie.

## Distribuzione geografica
Secondo Ethnologue la lingua è diffusa in tutto il Nepal, dove nel 2001 risultavano 825.000 locutori. La lingua risulta attestata anche in India, dove si stima sia parlata da 14.000 persone.

## Sistema di scrittura
Il Nepal Bhasa è composto da numerosi alfabeti. I principali sono il Ranjana, il Prachalit, il Brahmi e il Golmol. Oggigiorno il Devanagari è quello più usato. La scrittura procede da sinistra verso destra. 
Il Brahmi è il più antico e da esso derivano tutti gli altri. Attualmente il Devanagari è il carattere più usato in quanto è la scrittura ufficiale del Nepal, ed è anche utilizzato nella vicina India. L'alfabeto Ranjana era invece il più usato nell'antichità, e oggi vive in Nepal una rinascita di studi e ricerche. L'alfabeto Prachalit, simile al Devanagari, è ancora usato, mentre molto rari sono ormai gli alfabeti Brahmi e Golmol.

## Dialetti ed influssi
Il Nepal Bhasa ha cinque importanti dialetti: Yen-Yala, Khwapa, Pahari, Dolakha e Chitlang. Oltre a questi, ci sono rari "sotto-dialetti" parlati nelle aree di Kathmandu, Patan, Bhaktapur. A Bandipur si usa ancora un'antica forma forma di Khwapa Bhaaye.

## Letteratura
La letteratura nepalese ha una lunga storia e una straordinaria tradizione orale. Cronologicamente è preceduta rispettivamente solo dalle letterature in lingua cinese, tibetano e birmano.

### Alcune personalità letterarie
- Jayaprakash Malla
- Siddhidas Mahaju
- Sukraraj Shastri
- Chittadhar "Hridaya"
- Siddhicharan Shrestha
- Dhooswan Sayami
- Basu Pasa
- Durga Lal Shrestha

### Area
Il Nepal Bhasa, con i suoi dialetti, è parlato soprattutto nella valle di Kathmandu, a Dolakha, Banepa, Dhulikhel, Panauti, Palpa, Trishuli, Nuwakot, Bhojpur, Biratnagar e nelle altre città principali del Nepal, ma è presente anche in India (soprattutto in Darjeeling e Sikkim). Approssimativamente è parlato da circa un milione di persone.

## Sviluppo
Il Nepal Bhasa, pur rimanendo nelle sue fondamenta una lingua tibeto-birmana, ha subìto una forte influenza dalle lingue indoiraniane e indoeuropee, da cui ha assorbito diverse caratteristiche glottologiche.

## Newari classico
Newari classico è il nome per la forma letteraria della lingua. Non è più parlato o scritto, ma è oggetto di studio per gli storici e i filologi.